# 刘义康
劉義康（409年—451年），小字車子，彭城郡綏輿里（今江蘇省銅山縣）人。南朝宋皇子，宋武帝劉裕第四子，母親是美人王氏，兄長為宋文帝。劉義康在劉裕稱帝後受封彭城王，多次在外任刺史，後入朝以司徒掌政，因宋文帝多病，故朝事一度由劉義康獨掌。然而義康行事不顧君臣禮儀，其黨眾更圖推義康登上帝位。宋文帝最終除去其黨眾，義康被逼調至江州任官。後義康因涉及孔熙先等謀反之事而被贬為庶人。451年北魏大舉南侵，兵臨長江北岸，宋文帝擔心義康又被人趁機擁立而下令殺死義康。

## 生平

### 外居方伯
元熙二年（420年），劉裕受徵入朝，以劉義康為督豫司雍并四州諸軍事、 冠軍將軍、豫州刺史，接替自己鎮守壽陽（今安徽壽縣）。同年劉裕篡晉建宋，封劉義康為彭城王，並進號右將軍。永初三年（422年），劉義康改監南豫豫司雍并五州諸軍事、南豫州刺史。不久又遷任使持節、都督南徐兗二州揚州之晉陵諸軍事、南徐州刺史。元嘉元年（424年），宋文帝即位，進義康為驃騎將軍，加散騎常侍，賜鼓吹隊一部。不久又加開府儀同三司。元嘉三年（426年），宋文帝討平荊州刺史謝晦，改授義康都督荊湘雍梁益寧南北秦八州諸軍事、荊州刺史，並賜班劍三十人。義康年輕而明察，且倚重在豫州曾輔助自己的劉湛，品評人物和決定事情都會諮詢他，故前後居外都相當稱職。

### 入朝為相
元嘉六年（429年），劉義康因王弘上表推薦而獲徵召入朝任侍中、都督揚南徐兗三州諸軍事、司徒、錄尚書事，領平北將軍、南徐州刺史，與王弘共輔朝政，不過其時王弘多病而且常常表現謙讓，故朝事基本上都由義康決定。元嘉九年（432年），王弘去世，劉義康更領其揚州刺史一職，權傾朝野，時宋文帝亦常常患病，義康所奏的都得允許，而刺史以下官員都由義康決定任免，甚至連生殺大事都由義康決定；義康也入宮盡心侍奉兄長，故其時內廷和外朝各事都由義康所決定。元嘉十二年（435年）加太子太傅。元嘉十三年（436年），因宋文帝病重，義康害怕司空檀道濟在文帝死後謀反，遂召道濟入京處死，並殺道濟諸子及大將高進之等。義康於元嘉十六年（439年）進大將軍，領司徒，辟召掾屬。

### 主相生嫌
劉義康為人率性而行，不作避嫌，又因其權傾朝野，親信左長史劉斌、從事中郎王履、主簿劉敬文及祭酒孔胤秀見文帝病重不但表示應該冊立長君，請義康準備顧命詔書，而且還在義康不知情下到尚書儀曹那裏取晉康帝繼位往事的資料，文帝病好後都知道這些事。劉斌等也結為朋黨支持為相的義康，圖將其推上帝位，遂誣陷盡忠於國的異己者，令其獲罪被黜。於是皇帝和義康生了嫌隙。
劉義康曾經想讓劉斌任丹陽尹，但話未說完文帝就察覺其心意，立即就決定讓劉斌任吳郡太守。後來會稽太守羊玄保求還朝，義康又想讓劉斌接任，特地去向文帝詢問繼任人選，文帝當時還未想好，但倉卒之間還是說已決定任用王鴻。而自元嘉十六年秋季起，文帝再也沒有去過義康的東府，文帝至此見主相之間的矛盾已經趨於明顯，擔心會生大禍，於是就元嘉十七年（440年）收殺義康的親信劉湛、劉斌等人，又流放了劉湛黨羽何默子等，廢王履於家。當日，劉義康在中書省，在收到文帝所宣布劉湛等人的罪狀後，便上表求退。文帝遂改義康都督江州諸軍事、江州刺史，出鎮豫章。次年義康到豫章辭任刺史，文帝加增督交廣二州湘州之始興諸軍事。

### 涉反罹禍
元嘉二十二年（445年）十一月，徐湛之告發范曄、孔熙先等密謀擁立劉義康，於是范曄等以謀反罪被處死刑，劉義康被廢為庶人，流放至安成郡，更命寧朔將軍沈邵為安成公國相，領兵防守。元嘉二十四年（447年），胡誕世等人在豫章叛變，圖立義康為帝，但很快被消滅。當時江夏王劉義恭上書稱義康有怨言，動搖人心，建議流放廣州。宋文帝聽從並命沈邵領廣州事，但義康未出發沈邵就去世，遂一直留在安成郡。元嘉二十八年（451年），北魏大軍南下至長江以北的瓜步，南朝形勢嚴峻，劉義隆深怕有異心的人會趁亂推舉義康反叛，遂命中書舍人嚴龍帶毒藥賜死他。義康以佛教稱自殺者不得再世為人而拒絕服藥，嚴龍遂以被子悶死他，享年四十三，以侯爵禮節在安成郡下葬。
宋孝武帝在位時，女兒劉玉秀等人上書請求讓其還葬宗族墓群，得到批准。宋前廢帝時更獲恢復宗籍，但在宋明帝時又被追廢為庶人。

## 性格特徵
劉義康生性喜歡處理官職事，處理公文都十分專心，查察人事對錯時亦顯得明察詳盡。義康任相時雖權傾朝野，但也沒有懈怠，每天有數百輛車到東府求見，即使前來的人地位卑微，義康也會接見他。他也珍視官位和封爵的價值，從沒有以它們去送贈攏絡他人，但凡朝中有才之士都會招納其入自己府下，而其府中無能或忤逆其意的都會調到朝中，故其手下屬官都盡心做事。他亦曾批評王敬弘及王球等人是“坐取富貴”。
義康記憶力過人，聽過的話和遇到的事都不會忘記，而且常常在眾人聚會時炫耀自己的記憶能力，眾人亦佩服他。宋文帝和義康兄弟之間關係不錯，文帝長年患病時，義康就衣不解帶、日夜盡心照料，進獻的食品和藥物都先嚐。但義康“闇於大體，自謂兄弟至親，不復存君臣形迹”，他曾在未向朝廷報告下私自設六千人的部曲。各處進貢品都會將最好的送到義康府，次等的才留給皇帝。

## 家庭

### 母
- 王修容（？—432年）：刘裕的妾室，义熙五年（409年），王氏生刘义康，刘裕建立宋朝後，封王氏为修容。元嘉九年（432年），王太妃薨逝，刘义康解侍中，辞班剑。

### 妻
- 謝氏，出身陳郡謝氏，東陽太守謝朗的曾孫女，謝晦之女。謝妃的妹妹嫁給新野侯劉義賓。

### 子
- 刘允，封泉陵县侯，為劉劭所殺
- 刘肱
- 刘珣
- 刘昭，早卒
- 刘方，早卒
- 刘昙辩

### 女
- 劉氏，嫁謝約。
- 劉玉秀
- 始寧縣主
- 豐城縣主
- 益陽縣主
- 興平縣主

## 影視作品
- 中國大陸電視劇《錦繡南歌》（2020年）：由秦昊飾演。

## 延伸阅读
[在维基数据编辑]
 《宋書/卷68》，出自沈约《宋书》
 《南史·卷13》，出自李延壽《南史》